# Madhukhali
Madhukhali è un sottodistretto (upazila) del Bangladesh situato nel distretto di Faridpur, divisione di Dacca. Si estende su una superficie di 230,2 km² e conta una popolazione di 165.438 abitanti (dato censimento 1991).